# ویتوریو کایزوتتی
ویتوریو کایزوتتی یک مدیر ورزشی می‌باشد که از سال ۱۹۹۰ تا سال ۲۰۰۳ سکان مدیریت یوونتوس را بر عهده داشت.
- زندگینامه ورزشی ویتورو کایزوتتی در یوونتوس

سال ۱۹۹۰ ویتوریو کایزوتتی جانشین جیامپیرو بونیپرتی شد و تا سال ۲۰۰۳ در کنار یووه ماند. در سال ۱۹۹۰ یک جام حذفی ایتالیا و قهرمانی دوم در جام یوفا با مربیگری دینو زوف به کارنامه ورزشی باشگاه افزوده شد و جام سوم یوفا نیز در سال ۱۹۹۳ با جووانی تراپاتونی به تالار افتخارات باشگاه اضافه شد. طی سال‌های ۱۹۹۱ الی ۱۹۹۴ روبرتو باجو ستاره اصلی یووه بود. مهره‌ای که در سال ۱۹۹۳ موفق به دریافت توپ طلا شد تا تعداد توپ‌های طلای یوونتوس به عدد ۶ برسد. در سال ۱۹۹۴ مارچلو لیپی به سرمربیگری یووه انتخاب شد. افتخارات یوونتوس همراه با مارچلو لیپی شامل:
- سه قهرمانی متوالی در سری آ را در فصل‌های ۱۹۹۴–۹۶، ۱۹۹۶–۹۷ و ۱۹۹۷–۹۸
- یک قهرمانی در جام حذفی ایتالیا در فصل ۱۹۹۵
- دو سوپر جام ایتالیا در فصول ۱۹۹۵ و ۱۹۹۷
- قهرمانی دوم بانوی پیر در لیگ قهرمانان اروپا که در فصل ۱۹۹۵–۹۶ به دست آمد
- جام بین قاره‌ای سال ۱۹۹۶

یوونتوس در سال‌های ۱۹۹۶–۹۷ و ۱۹۹۷–۹۸ نیز به فینال لیگ قهرمانان اروپا راه یافت اما برابر حریفان شکست خورد و در جایگاه دوم ایستاد. یووه ابتدا در فینال برابر دورتموند با نتیجه ۳ بر یک شکست خورد تا به دومین جام قهرمانی متوالی خود در لیگ اروپا دست نیابد و در فصل اتی نیز برابر کهکشانی‌های رئال مادرید با نتیجه یک بر صفر متحمل شکست شد و دومین ناکامی متوالی خود را در فینال لیگ قهرمانان اروپا تجربه می‌کند. در حالی که چهره جوان و دوست داشتنی بیانکونری‌ها الساندرو دل پیرو؛ امید دریافت جوایزی نظیر توپ طلا در سال ۱۹۹۸ بود، شدیداً از ناحیه زانو آسیب دید، مصدومیتی که او را برای مدت‌ها از میادین فوتبال دور کرد. در سال ۱۹۹۸ زین الدین زیدان موفق به کسب توپ طلای اروپا شد تا تعداد توپ‌ها طلای یووه به عدد ۷ برسد.
رفتن لیپی و آمدن کارلو آنچلوتی چندان موفقیت‌آمیز نبود و کارلتو تنها یک قهرمانی در جام اینترتوتو را در کارنامه دو سال مربیگری خود در یووه به جای گذاشت. یووه که با آنچلوتی به افتخار بزرگی دست نیافته بود تصمیم به تغییر مربی گرفت و مارچلو لیپی از فصل ۲۰۰۲ – ۲۰۰۱ بار دیگر سرمربی یوونتوس شد. افتخارات مارچلو لیپی در دور دوم حضور در یوونتوس:
- دو قهرمانی در سوپر جام ایتالیا
- اسکودتوهای بیست و شش و بیست و هفت (سری آ) در سال‌های ۲۰۰۱–۰۲ و ۲۰۰۲–۰۳

در این سال‌ها یوونتوس یک بار دیگر در سال ۲۰۰۳ در فینال لیگ قهرمانان مقابل میلان در ضربات پنالتی شکست خورد تا ۵امین نایب قهرمانی یووه در اروپا ثبت شود. (بیشترین تعداد نایب قهرمانی در اروپا). همچنین پاول ندود ستاره چک تبار یوونتوس موفق شد در سال ۲۰۰۳ توپ طلای اروپا را از آن خود کند و تعداد توپ‌های طلای یووه به عدد ۸ برسد. در پایان فصل ۲۰۰۳–۴ بود که مارچلو لیپی از یوونتوس جدا شد تا فابیو کاپلو سکان هدایت یووه را بدست بگیرد، در همین زمان، ویتوریو کایزوتتی از مدیریت باشگاه یوونتوس کنارگیری کرد، تا به جای او فرانتزو گرانده استونس مدیر یوونتوس شود.